# 13 de setembre
El 13 de setembre és el dos-cents cinquanta-sisè dia de l'any del calendari gregorià i el dos-cents cinquanta-setè en els anys de traspàs. Queden 109 dies per finalitzar l'any.

## Esdeveniments
Països Catalans
- 1245 - València: Jaume I hi crea la institució dels jurats.
- 1419 - València: les Corts decreten l'obligatorietat d'enviar els documents de l'administració reial a l'arxiu del Palau del Real, creant-se, així, l'Arxiu del Regne de València.[cal citació]
- 1923 - Barcelona: el Capità general de Catalunya Miguel Primo de Rivera fa un cop d'estat acceptat pel rei Alfons XIII i inicia una dictadura a Espanya.[1]
- 1997 - Sueca (la Ribera Baixa): uns brètols profanen la tomba de Joan Fuster.
- 2010 - Barcelona: Tanca la distribuïdora de llibres L'Arc de Berà.

Resta del món
- 509 aC - Roma (República de Roma)ː Consagració del temple de Júpiter Capitolí.[2][3][4][5]
- 533 - Plana de Sidi Fathallah: Les legions de Belisari derroten Gelimer i els vàndals en la batalla del Desè Mil·liari, iniciant-se la reconquesta sota l'emperador romà d'Orient Justinià I.
- 1560 - Tolosa de Llenguadoc: Arnaud de Tilh és condemnat a mort per haver usurpat la identitat de Martin Guèrra durant quatre anys.
- 1759 - Ciutat de Quebec: A la batalla de les Planes d'Abraham els britànics derroten als francesos a la Guerra Franco-Índia.[6]
- 1791 - El rei Lluís XVI de França accepta la nova constitució.
- 1814 - Baltimore, Estats Units: La batalla de Fort McHenry inspirà a Francis Scott Key a escriure el poema que esdevindrà lletra de l'himne nacional dels Estats Units d'Amèrica.
- 1923 - Espanya: Cop d'Estat de Primo de Rivera que suspèn la Constitució Espanyola de 1876, dissol el Parlament i instaura la dictadura.
- 1940 - Egipte: Itàlia envaeix Egipte dins la Campanya del Nord d'Àfrica de la Segona Guerra Mundial.
- 1943 - Taiwan: Chiang Kai-shek esdevé president de la República de la Xina.
- 1953 - Mèxic: Clausura de la primera Conferència Nacional Catalana.
- 2004 - Madrid (Espanya): el Govern de l'Estat espanyol (PSOE) demana formalment a la Unió Europea una reforma del règim lingüístic perquè el català (diferenciant-lo entre català i valencià) hi pugui ser oficial.[7] Dinou anys més tard, però, l'any 2023, es revela amb documents oficials de la UE que realment Espanya no havia sol·licitat mai abans la plena oficialitat europea del català.[8]

## Naixements
Països Catalans
- 1862 - Barcelona: Concepció Bordalba, soprano catalana (m. 1910).[9]
- 1892 - Puig-reig: Esteve Maria Relat i Corominas, metge i alcalde de Sabadell del 1923 al 1930.
- 1904 - Barcelona: Miquel Brasó, historiador i arqueòleg gracienc.
- 1910 - València: María Teresa Andrés Blasco, música i compositora (m. 1992).[10]
- 1928 - Fonteta: Dolors Ponsatí i Jovés, llevadora i practicant catalana (m. 2006).[11]
- 1935 - Terrassa, Vallès Occidental: Joana Biarnés, fotògrafa catalana, la primera fotoperiodista i reportera gràfica (m. 2018).[12]
- 1940 - Murten, Suïssa: Beatrice Nyffenegger, poetessa, narradora i traductora resident a Manresa des de l'any 1963.[13]
- 1949 - Vinaixa, Lleida: Carme Rigalt, periodista i escriptora catalana que viu a Madrid.[14]
- 1951 - Barcelona: Pilar Eyre, periodista i escriptora espanyola.[15]
- 1968 - Barcelona: Santi Millán, actor.
- 1970 - Sóller: Antònia Arbona i Santamaria, escriptora i cantant mallorquina, investigadora literària i traductora.[16]
- 1972 - Palma, Mallorca: Jaume Anglada Avilés, cantant mallorquí.
- 1973, València: Rosa de Falastín Mustafá Ávila, psicòloga i política valenciana.[17]
- 1975 - Sallent, Bages: Anna Gabriel, educadora social, professora de dret i política catalana, ha estat diputada al Parlament.
- 1982 - Barcelona: Teresa Mas de Xaxars, remera catalana.[18]

Resta del món
- 1475 - Roma, Estats Pontificis: Cèsar Borja, cardenal (m. 1507).[19]
- 1818 - París, França: Gustave Aimard, escriptor de novel·les d'aventures.
- 1819 - Leipzig, Saxònia: Clara Schumann, compositora i una de les principals pianistes del romanticisme.[20]
- 1830 - Zdislavič, Moràviaː Marie von Ebner-Eschenbach, escriptora austríaca del Realisme (m.1916).[21]
- 1863 - Glasgow, Escòcia: Arthur Henderson, polític i sindicalista, Premi Nobel de la Pau el 1934.
- 1866 - Newburyport, Massachusetts: Arthur Noyes, químic i professor estatunidenc.
- 1874 - Viena, Imperi Austrohongarès: Arnold Schoenberg, compositor austríac (m. 1951).[22]
- 1877 - Amsterdam: Elisabeth Kuyper, compositora romàntica i directora d'orquestra neerlandesa (m. 1953).[23]
- 1886 - Chesterfield, Regne Unit: Robert Robinson, químic britànic, Premi Nobel de Química de 1947 (m. 1975).
- 1887 - Vukovar, Imperi Austrohongarès: Leopold Ruzicka, Premi Nobel de Química el 1939.
- 1903 - Saint-Mandé, París: Claudette Colbert, actriu teatral i cinematogràfica nord-americana (m. 1996).[24]
- 1916 - Llandaf, Gal·les: Roald Dahl, escriptor gal·lès (m. 1990).[25]
- 1922 - Callao (Perú): Yma Sumac, cantant soprano peruana amb un registre de cinc octaves (m. 2008).[26]
- 1923 - São Miguel, Açores: Natália Correia, escriptora portuguesa que participà en la vida política del seu temps (m. 1993).[27]
- 1924 - Lió, França: Maurice Jarre, compositor i director, guanyador de tres Oscars a la millor banda sonora.
- 1936 - Burguillos, Sevilla: Marifé de Triana, cantant de copla andalusa i actriu espanyola (m. 2013).[28]
- 1941 - Heredia, Costa Rica: Óscar Arias Sánchez, politòleg i economista, President de Costa Rica i Premi Nobel de la Pau de l'any 1987.[29]
- 1943 - Manila, Filipines: Luis Eduardo Aute, autor i intèrpret de llengua castellana.
- 1944 - Regne Unit: Jacqueline Bisset, actriu.
- 1961 - La Mesa, Califòrnia, EUA: Dave Mustaine, guitarrista i cantant.
- 1966 - Nkongsamba, Camerun: Francine Gálvez, periodista i presentadora espanyola.[30]
- 1967 - Dallas, EUA: Michael Johnson, atleta.[31]
- 1971 - Londres, Anglaterra: Stella McCartney, dissenyadora britànica.[32]
- 1976 - Estocolm, Suècia: Puma Swede, actriu porno.
- 1980 - Andradina, Brasil: Gilberto Ribeiro Gonçalves, futbolista.
- 1982 - Valencia de Alcántara, Càceres, Espanya: Soraya Arnelas Rubiales, cantant espanyola de música pop, més coneguda com a Soraya.
- 1988 - Mèrida, Extremadura: Laura Campos Prieto, gimnasta.
- 1991 - Madrid: Eduardo Fernández Rubiño, polític i activista espanyol responsable de l'àrea de xarxes socials de Podem.

## Necrològiques
Països Catalans
- 1845 - Tarragona: Rosa Venes i Clusas, heroica defensora de Tarragona durant la Guerra del Francès (n. 1784).[33]
- 1880 - Pelegrí Clavé, pintor català.
- 1943 - Friburg (Suïssa): Francesc d'Assís Vidal i Barraquer, cardenal català (m. 1868).
- 2012 - Francesc Candela i Escrivà, advocat i polític valencià, referent del valencianisme d'esquerra a la comarca de la Safor.[34]
- 2015 - Barcelona: Maria Tersa i Miralles, locutora de ràdio catalana (n. 1912).[35]

Resta del món
- 81 - Titus, emperador de Roma.
- 1226 - Avinhon, Marquesat de Provença: Bouchard de Marly, cavaller francès que lluità a la croada albigesa (n. s.XII).[36]
- 1506 - Andrea Mantegna, artista plàstic italià.[37]
- 1592 - Michel de Montaigne, escriptor francès.[38]
- 1598 - Felip II de Castella, rei de Castella (1556-1598).
- 1728 - Madrid: Adrián Conink, religiós i filòleg sevillà
- 1894 - París, França: Emmanuel Chabrier, compositor francès (n. 1841).[39]
- 1912 - Justo Sierra, poeta i polític mexicà.[40]
- 1928 - Motta di Livenza (Itàlia): Italo Svevo, novel·lista italià (n. 1861[41]).
- 1944 - Dachau: Éliane Plewman, agent francesa del servei secret britànic durant la Segona Guerra Mundial (n. 1917).[42]
- 1947 - París: Marguerite Hasselmans, pianista francesa (n. 1876).[43]
- 1949 - August Krogh, fisiòleg danès, premi Nobel de Medicina el 1920.
- 1950 - Woodland Hills (Los Angeles), Califòrnia, Estats Units: Sara Allgood, actriu d'origen irlandès, naturalitzada estatunidenca el 1945
- 1960 -
  - Budapest, Hongria: Leó Weiner, compositor i professor hongarès (n. 1885).[44]
  - Kaiserswerth: Hedda Eulenberg, traductora alemanya.[45]
- 1967 - Emilio Herrera Linares, militar, científic i polític espanyol.
- 1968, Suïssa: Gertrud Woker, bioquímica suïssa que denuncià les armes químiques.[46]
- 1977 - Leopold Stokowski, director d'orquestra dels Estats Units.[47]
- 1996 - Tupac Shakur, raper i actor dels Estats Units (n. 1971).[48]
- 1998 - L'Havana, Cuba: Antonio Núñez Jiménez, polític, revolucionari i científic cubà. Pare de l'espeleologia llatinoamericana.[49]
- 2001 - Santa Monica, Califòrnia: Dorothy McGuire, actriu estatunidenca del Hollywood dels anys 40 i 50 (n. 1916).[50]
- 2004 - Luis Miramontes, químic mexicà, coinventor de la píndola anticonceptiva.[51]
- 2005 - Julio César Turbay Ayala, expresident de la República de Colòmbia.[52]
- 2011 - Londres, Regne Unit: Richard Hamilton, pintor, gravador i fotògraf britànic, pioner de l'art pop a Anglaterra (n. 1922).[53]
- 2012 - Ankara, Turquiaː Dilhan Eryurt, astrofísica turca que treballà per a la NASA en la missió Apollo 11 (n. 1926).[54]
- 2018 - Guido Ceronetti, escriptor italià.[55]
- 2022 - París (França): Jean-Luc Godard, crític i director de cinema franco-suís.[56]

## Festes i commemoracions
- Rússia: Dia dels programadors, celebrat des del 2009 el 256 dia de l'any per fer honor als 8 bits (28=256).
- Santoral:
  - Sant Joan Crisòstom, bisbe;
  - Sant Marcel·lí de Cartago, màrtir;
  - Sant Amat de Remiremont, abat, segons una llegenda nascut a Tarragona;
  - Sant Amat de Tortosa, sant llegendari;
  - beata María de Jesús López de Rivas, verge carmelita.